# Problema di Signorini
In meccanica del continuo, il problema di Signorini è un problema statico di elasticità lineare che consiste nel trovare la configurazione di equilibrio elastico di un corpo elastico anisotropo non omogeneo, che poggia su una superficie rigida senza attrito ed è soggetto solo al suo peso. Il nome fu coniato da Fichera per onorare il suo maestro, Antonio Signorini: il nome originale dato da quest'ultimo era genericamente: "problema con ambigue condizioni al contorno".

## Storia

Il problema classico di Signorini: trovare la configurazione di equilibrio elastico del corpo elastico arancione di forma sferica appoggiato sul piano azzurro rigido senza attrito.

Il problema fu posto da Antonio Signorini durante un corso tenuto all'Istituto Nazionale di Alta Matematica nel 1959 (in seguito pubblicato come l'articolo Signorini 1959), espandendo una breve esposizione precedente che aveva fatto in un appunto pubblicato nel 1933. Fu lo stesso Signorini a chiamarlo "problema con ambigue condizioni al contorno" poiché vi sono due insiemi alternativi di condizioni al contorno che la soluzione deve soddisfare su qualsiasi punto di contatto, che impongono non solo uguaglianze ma anche disuguaglianze, mentre non è noto a priori quale dei due insiemi è soddisfatto per ciascun punto: chiese di determinare se il problema è ben posto in senso fisico, cioè se la soluzione esiste ed è unica, invitando giovani analisti a studiare il problema.
Gaetano Fichera e Mauro Picone frequentavano il corso, e Fichera iniziò a indagare l'esistenza e l'unicità delle soluzioni: poiché non vi erano riferimenti a un problema simile nella teoria delle condizioni al contorno, egli decise di studiare il problema iniziando dai concetti primitivi, precisamente dal principio dei lavori virtuali. Mentre il problema era in corso di indagine, Signorini cominciò a soffrire di gravi problemi di salute: nondimeno, desiderava rispondere alla sua domanda prima della sua morte.
Picone, essendo legato da una forte amicizia con Signorini, cominciò ad assillare Fichera per trovare una soluzione, il quale, essendo egli stesso legato a Signorini da sentimenti simili, percepì gli ultimi mesi del 1962 come giorni cruciali. Alla fine, negli ultimi giorni di gennaio 1963, Fichera fu in grado di fare una dimostrazione completa dell'esistenza e unicità di una soluzione per il problema con ambigue condizioni al contorno, che egli chiamò "problema di Signorini" per onorare il suo maestro. L'appunto preliminare, pubblicato in seguito, fu completato e sottoposto a Signorini esattamente una settimana prima della sua morte: egli fu molto soddisfatto di vedere una risposta positiva alla sua domanda. Alcuni giorni dopo, disse al suo medico di famiglia Damiano Aprile: "Il mio discepolo Fichera mi ha dato una grande soddisfazione." "Ma Lei ne ha avute tante, Professore, durante la Sua vita," replicò il dottor Aprile, al che Signorini replicò a sua volta: "Ma questa è la più grande". E quelle furono le sue ultime parole. La soluzione del problema di Signorini coincide con la nascita del campo delle disuguaglianze variazionali.

## Il problema
Il problema consiste nel trovare il vettore di spostamento dalla configurazione naturale:
{\displaystyle \mathbf {u} (\mathbf {x} )=\left(u_{1}(\mathbf {x} ),u_{2}(\mathbf {x} ),u_{3}(\mathbf {x} )\right)}
di un corpo elastico anisotropo non omogeneo, che giace in un sottoinsieme {\displaystyle A} dello spazio euclideo tridimensionale il cui contorno è {\displaystyle \partial A} e la cui normale interna è il vettore {\displaystyle n}, appoggiato su una superficie rigida senza attrito la cui superficie di contatto (insieme di contatto) è {\displaystyle \Sigma } e soggetto soltanto alle sue forze interne:
{\displaystyle \mathbf {f} (\mathbf {x} )=\left(f_{1}(\mathbf {x} ),f_{2}(\mathbf {x} ),f_{3}(\mathbf {x} )\right)}
e alle sue forze di superficie:
{\displaystyle \mathbf {g} (\mathbf {x} )=\left(g_{1}(\mathbf {x} ),g_{2}(\mathbf {x} ),g_{3}(\mathbf {x} )\right)}
applicate sulla superficie libera (cioè non in contatto con la superficie rimanente) {\displaystyle \partial A\setminus \Sigma }: l'insieme {\displaystyle A} e la superficie di contatto {\displaystyle \Sigma } caratterizzano la configurazione naturale del corpo e sono note a priori. Perciò il corpo deve soddisfare le equazioni di equilibrio generale:
{\displaystyle {\frac {\partial \sigma _{ik}}{\partial x_{k}}}-f_{i}=0\qquad i=1,2,3}
scritte usando la notazione di Einstein come tutte le equazioni nello sviluppo successivo, le condizioni al contorno ordinarie su {\displaystyle \partial A\setminus \Sigma }
{\displaystyle \sigma _{ik}n_{k}-g_{i}=0\qquad i=1,2,3}
e i seguenti due insiemi di condizioni al contorno su {\displaystyle \Sigma }, dove {\displaystyle \mathbf {\sigma } =\mathbf {\sigma } (\mathbf {u} )} è il tensore delle tensioni di Cauchy. Le forze interne e le forze di superficie non possono evidentemente essere date in modo arbitrario, ma devono soddisfare una condizione affinché il corpo raggiunga una condizione di equilibrio.

## Le ambigue condizioni al contorno
Se {\displaystyle \mathbf {\tau } =(\tau _{1},\tau _{2},\tau _{3})} è un qualsiasi vettore tangente all'insieme di contatto {\displaystyle \Sigma }, allora le ambigue condizioni al contorno in ciascun punto di questo insieme sono espresse dai seguenti due insiemi di disuguaglianze:
{\displaystyle {\begin{cases}u_{i}n_{i}&=0\\\sigma _{ik}n_{i}n_{k}&\geq 0\\\sigma _{ik}n_{i}\tau _{k}&=0\end{cases}}\qquad {\begin{cases}u_{i}n_{i}&>0\\\sigma _{ik}n_{i}n_{k}&=0\\\sigma _{ik}n_{i}\tau _{k}&=0\end{cases}}}
Il loro significato è il seguente: 
- Ciascun insieme di condizioni consiste di tre relazioni, uguaglianze o disuguaglianze, e tutti i secondi membri sono la funzione zero.
- Le quantità al primo membro di ogni prima relazione sono proporzionali alla norma della componente del vettore spostamento diretta lungo il vettore normale {\displaystyle n}.
- Le quantità al primo membro di ogni seconda relazione sono proporzionali alla norma della componente del vettore delle tensioni diretta lungo il vettore normale {\displaystyle n}.
- Le quantità al primo membro di ogni terza relazione sono proporzionali alla norma della componente del vettore delle tensioni lungo qualsiasi vettore {\displaystyle \tau } tangente nel punto dato dall'insieme dei contatti {\displaystyle \Sigma }.
- Le quantità al primo membro di ciascuna delle tre relazioni sono positive se hanno lo stesso verso del vettore al quale sono proporzionali, mentre sono negative in caso contrario, perciò le costanti di proporzionalità sono rispettivamente {\displaystyle +1} e {\displaystyle -1}.

Conoscendo questi fatti, il primo l'insieme di condizioni si applica ai punti del contorno del corpo che non lasciano l'insieme di contatto {\displaystyle \Sigma } nella configurazione di equilibrio, poiché, secondo la prima relazione, il vettore spostamento {\displaystyle u} non ha componenti dirette come il vettore normale {\displaystyle n}, mentre, secondo la seconda relazione, il vettore delle tensioni può avere una componente diretta come il vettore normale {\displaystyle n} e avente lo stesso verso. In modo analogo, il secondo insieme di condizioni si applica ai punti del contorno del corpo che lasciano quell'insieme nella configurazione di equilibrio, poiché il vettore spostamento {\displaystyle u} ha una componente diretta come il vettore normale {\displaystyle n}, mentre il vettore delle tensioni non ha componenti dirette come il vettore normale {\displaystyle n}. Per entrambi gli insiemi di condizioni, il vettore delle tensioni non ha alcuna componente tangente all'insieme di contatto, secondo l'ipotesi che il corpo poggi su una superficie rigida priva di attrito.
Ciascun sistema esprime un vincolo unilaterale, nel senso che esprime l'impossibilità fisica del corpo elastico di penetrare nelle superficie dove poggia: l'ambiguità non è solo nei valori sconosciuti che le quantità diverse da zero devono soddisfare sull'insieme di contatto, ma anche nel fatto che non è noto a priori se un punto appartenente a quell'insieme soddisfa il primo sistema di condizioni al contorno o il secondo. L'insieme di punti in cui il primo è soddisfatto è chiamato l'"area di sostegno" del corpo elastico su {\displaystyle \Sigma }, mentre il suo complemento rispetto a {\displaystyle \Sigma } è chiamato l'"area di separazione".
La suddetta formulazione è generale poiché il tensore delle tensioni di Cauchy, cioè l'equazione costitutiva del corpo elastico, non è stata esplicitata: essa è ugualmente valida assumendo l'ipotesi di elasticità lineare o quelle di elasticità non lineare. Tuttavia, come sarà chiaro dai successivi sviluppi, il problema è intrinsecamente non lineare, perciò assumere un tensore delle tensioni lineare non semplifica il problema.

## Formulazione originaria
La forma assunta da Signorini e Fichera per l'energia potenziale elastica è quella seguente (come negli sviluppi precedenti, è adottata la notazione di Einstein):
{\displaystyle W(\mathbf {\varepsilon } )=a_{ikjh}(\mathbf {x} )\varepsilon _{ik}\varepsilon _{ik}}
dove:
{\displaystyle \mathbf {a} (\mathbf {x} )=\left(a_{ikjh}(\mathbf {x} )\right)}
è il tensore di elasticità, e:
{\displaystyle \mathbf {\varepsilon } =\mathbf {\varepsilon } (\mathbf {u} )=\left(\varepsilon _{ik}(\mathbf {u} )\right)={\frac {1}{2}}\left({\frac {\partial u_{i}}{\partial x_{k}}}+{\frac {\partial u_{k}}{\partial x_{i}}}\right)}
è il tensore delle deformazioni infinitesime.
Il tensore delle tensioni di Cauchy ha perciò la forma seguente:
{\displaystyle \sigma _{ik}=-{\frac {\partial W}{\partial \varepsilon _{ik}}}\qquad i,k=1,2,3}
ed è lineare rispetto ai componenti del tensore delle deformazioni infinitesime; tuttavia, non è omogeneo né isotropo.

## Soluzione del problema
Si vuole dimostrare l'esistenza e l'unicità della soluzione delle equazioni che deve soddisfare il vettore di spostamento del corpo: equazioni di equilibrio generale, condizioni al contorno ordinarie, ambigue condizioni al contorno e tensore delle tensioni di Cauchy. Il primo passo è l'analisi dell'energia potenziale, cioè il funzionale:
{\displaystyle I(\mathbf {u} )=\int _{A}W(\mathbf {x} ,\mathbf {\varepsilon } )\mathrm {d} x-\int _{A}u_{i}f_{i}\mathrm {d} x-\int _{\partial A\setminus \Sigma }u_{i}g_{i}\mathrm {d} \sigma }
dove {\displaystyle u} appartiene all'insieme di spostamenti ammissibili {\displaystyle {\mathcal {U}}_{\Sigma }}, cioè l'insieme dei vettori spostamento che soddisfano il sistema di ambigue condizioni al contorno. Inoltre:
- il primo termine è l'energia potenziale elastica del corpo elastico.
- il secondo termine è l'energia potenziale dovuta alle forze interne, ad esempio alla forza gravitazionale.
- il terzo termine è l'energia potenziale dovuta alle forze di superficie, per esempio le forze esercitate dalla pressione atmosferica.

Signorini mostrò che lo spostamento ammissibile {\displaystyle u} che minimizza l'integrale {\displaystyle I(u)} è una soluzione delle equazioni che deve soddisfare il vettore di spostamento del corpo a condizione che sia una funzione di classe {\displaystyle C^{1}} avente supporto sulla chiusura {\displaystyle {\bar {A}}} dell'insieme {\displaystyle A}: tuttavia Fichera offrì una classe di controesempi mostrando che, in generale, gli spostamenti ammissibili non sono funzioni lisce di questa classe. Fichera si occupa quindi di minimizzare il funzionale energia potenziale in uno spazio funzionale: nel farlo, egli calcola la prima variazione (una formalizzazione della derivata funzionale solitamente utilizzata nel calcolo delle variazioni) del funzionale dato nell'intorno dello spostamento ammissibile minimizzante ricercato {\displaystyle \mathbf {u} \in {\mathcal {U}}_{\Sigma }}, e poi richiede che sia maggiore o uguale a zero:
{\displaystyle \left.{\frac {\mathrm {d} }{\mathrm {d} t}}I(\mathbf {u} +t\mathbf {v} )\right\vert _{t=0}=-\int _{A}\sigma _{ik}(\mathbf {u} )\varepsilon _{ik}(\mathbf {v} )\mathrm {d} x-\int _{A}v_{i}f_{i}\mathrm {d} x-\int _{\partial A\setminus \Sigma }\!\!\!\!\!v_{i}g_{i}\mathrm {d} \sigma \geq 0\qquad \forall \mathbf {v} \in {\mathcal {U}}_{\Sigma }}.
Definendo i funzionali seguenti:
{\displaystyle B(\mathbf {u} ,\mathbf {v} )=-\int _{A}\sigma _{ik}(\mathbf {u} )\varepsilon _{ik}(\mathbf {v} )\mathrm {d} x\qquad \mathbf {u} ,\mathbf {v} \in {\mathcal {U}}_{\Sigma }}
e:
{\displaystyle F(\mathbf {v} )=\int _{A}v_{i}f_{i}\mathrm {d} x+\int _{\partial A\setminus \Sigma }\!\!\!\!\!v_{i}g_{i}\mathrm {d} \sigma \qquad \mathbf {v} \in {\mathcal {U}}_{\Sigma }}
la disuguaglianza precedente può essere scritta come
{\displaystyle B(\mathbf {u} ,\mathbf {v} )-F(\mathbf {v} )\geq 0\qquad \forall \mathbf {v} \in {\mathcal {U}}_{\Sigma }}
Questa disuguaglianza è la disuguaglianza variazionale per il problema di Signorini.